# UDFy-38135539

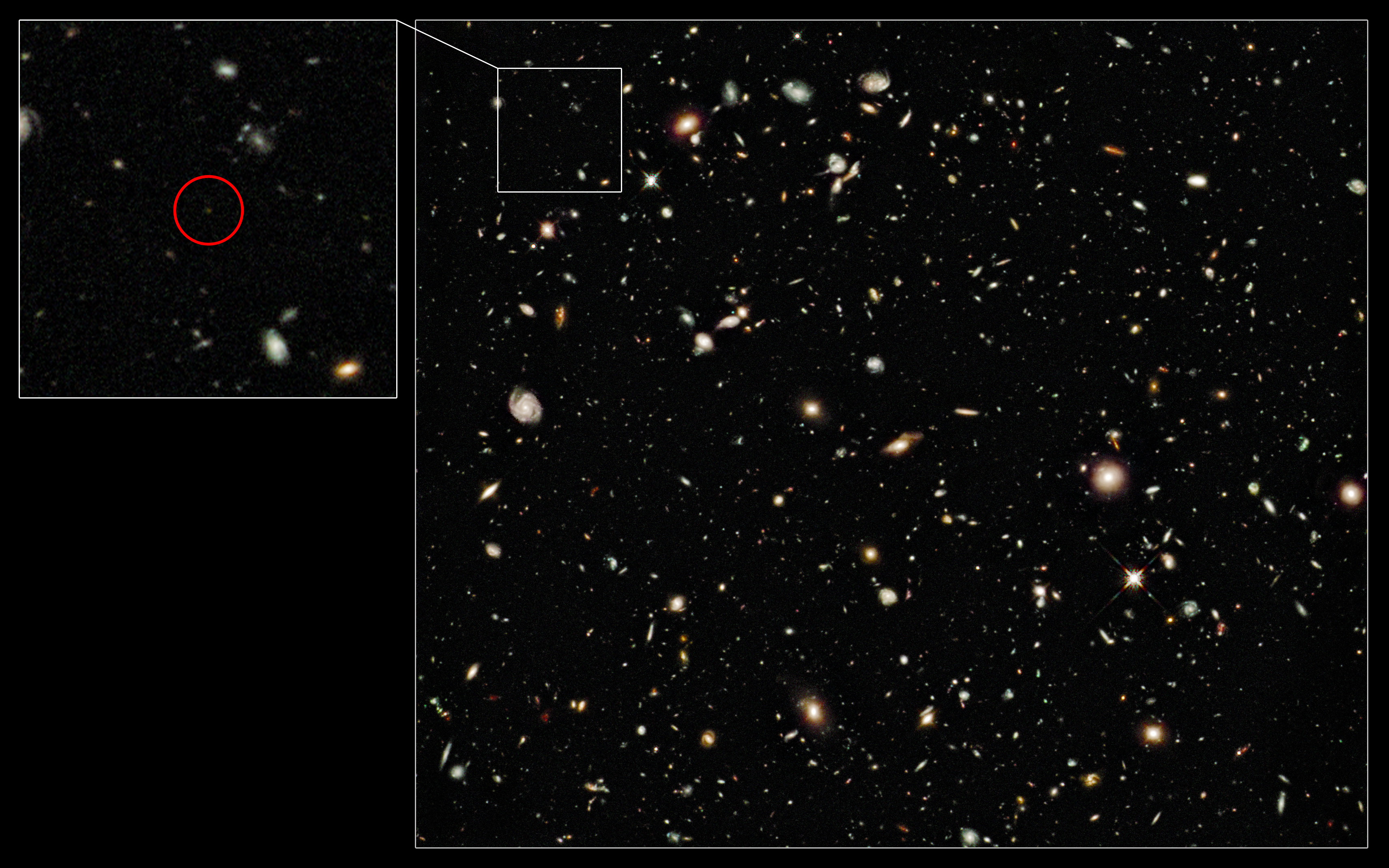
موقع المجرة UDFy-38135539 في حقل هابل العميق الفائق.

UDFy-38135539  في علم الفلك (بالإنجليزية: UDFy-38135539 أو "HUDF.YD3") هي اسم مجرة تعتبر من أبعد المجرات التي اكتشفت حتى عام 2010 . اكتشفت بعدها مجرتين (أو مجرتين بدائيتين) أبعد منها هما مجرة MACS0647-JD ومجرة UDFj-39546284 . اكتشفها تلسكوب هابل الفضائي خلال عملية رصد تسمى حقل هابل العميق الفائق وسجلت بهذا الاسم الذي يحمل اسم التلسكوب UDFy (Ultra Deep Field) بتاريخ أكتوبر 2010. وبذلك تكون تلك المجرة في نفس الوقت هي أقدم الأجرام الكونية المعروفة التي نشأت في الكون. عندما نشاهد تلك المجرة فإننا نراها على حالها منذ نحو 13 مليار سنة، إذ أن الضوء الصادر منها يحتاج إلى تلك المدة الزمنية حتى يصل إلينا. إي أننا كلما نظرا إلى أجرام بعيدة عنا فإننا نكون ننظر إلى الماضي.
وكانت المجرة قد اكتشفت من قبل ثلاث مجموعات من العلماء في شهر سبتمبر 2009 عن طريق التصوير بتلسكوب هابل الفضائي في نطاق الأشعة تحت الحمراء.,)
وسجلت تلك الاكتشافات حيث كانت كل مجموعة تعمل على حدة في النشرات العلمية الفلكية المختلفة ومنها نشرة الجمعية الفلكية الملكية. وقد تعرفت كل مجموعة على ذلك الجرم السماوي على حدة ووصفوه بأنه قد يكون بعيداً جداً نظراً لأنهم لم يروا له طيف في نطاق الضوء المرئي بسبب امتصاص الهيدروجين للضوء على طول مسار ضوء الجرم إلينا.
وبعد هذا الاكتشاف قامت مجموعة أخرى من العلماء تعمل على أحد المراصد الكبيرة على الأرض بالتحقق من ذلك الجرم وظهرت نتيجة تقدير الانزياح الأحمر لطيف الجرم في 21 أكتوبر 2010 وتحققوا من بعد المجرة المكتشفة بأن لها انزياح أحمر يقدر ب z=8.6، وقاموا بنشر النتيجة في مجلة «نيتشر» العلمية في أكتوبر 2010.

## الاكتشاف
التقطت صورة المجرة المذكورة في حقل هابل العميق الفائق خلال تصوير استغرق أطول مدة حتى ذلك الحين 
بواسطة تلسكوب هابل الفضائي باستخدام كاميرا واسعة المجال Wide Field Camera 3 خلال شهري أعسطس وسبتمبر عام 2009.
وعرضت بيانات الصورة على جماعة العلميين الفلكيين، ونجح فريق العلماء العاملين مع العالم الفلكي بووينز Bouwens في تعريفها  وبونكر  وماكلور،، ثم أيده الفحص الطيفي الذي أجراه العالم الفلكي لينارت ومجموعته من الباحثين.
وكلما زادت سرعة ابتعاد مجرة متحركة بعيدا عن المشاهد فإن الضوء الصادر منها يزداد في طول الموجة، وتصل إلى نطاق طول موجة الضوء الأحمر وهي تحمل بذلك معلومة أن الكون يتمدد.
وتسمى تلك الظاهرة انزياح أحمر أو انزياح نحو الأحمر - أي انزياح ضوء الجرم السماوي نحو اللون الأحمر - وكلما ازداد هذا النزياح نحو الأحمر عند رؤيته من الأرض كلما كان بعد الجرم السماوي بعيدا عن الأرض.
وكما تُرى في الصورة التي التقطها تلسكوب هابل فقد يشك في أن الصورة لجرم ضغير قريب من الأرض يشع ضوءا أحمرا.، لذلك لزم إجراء اختبار آخر حساس بجهاز التحليل الطيفي.
.
وقد اجري ذلك باستخدام التلسكوب البالغ الكبير التابع للمرصد الأوروبي الجنوبي الموجود على قمة بارانال بصحراء الأتكاما في شيلي.
وقد قامت مجموعة علماء العاملة مع لينارت بتصوير المذكورة لمدة 16 ساعة بمرصدهم ثم قاموا بتحليل نتائجهم على مدى شهرين 
ثم قاموا بنشر نتيجة بحثهم في المجلة العلمية ناتشر Nature في أكتوبر عام 2010.

## مواصفات المجرة UDFy-38135539

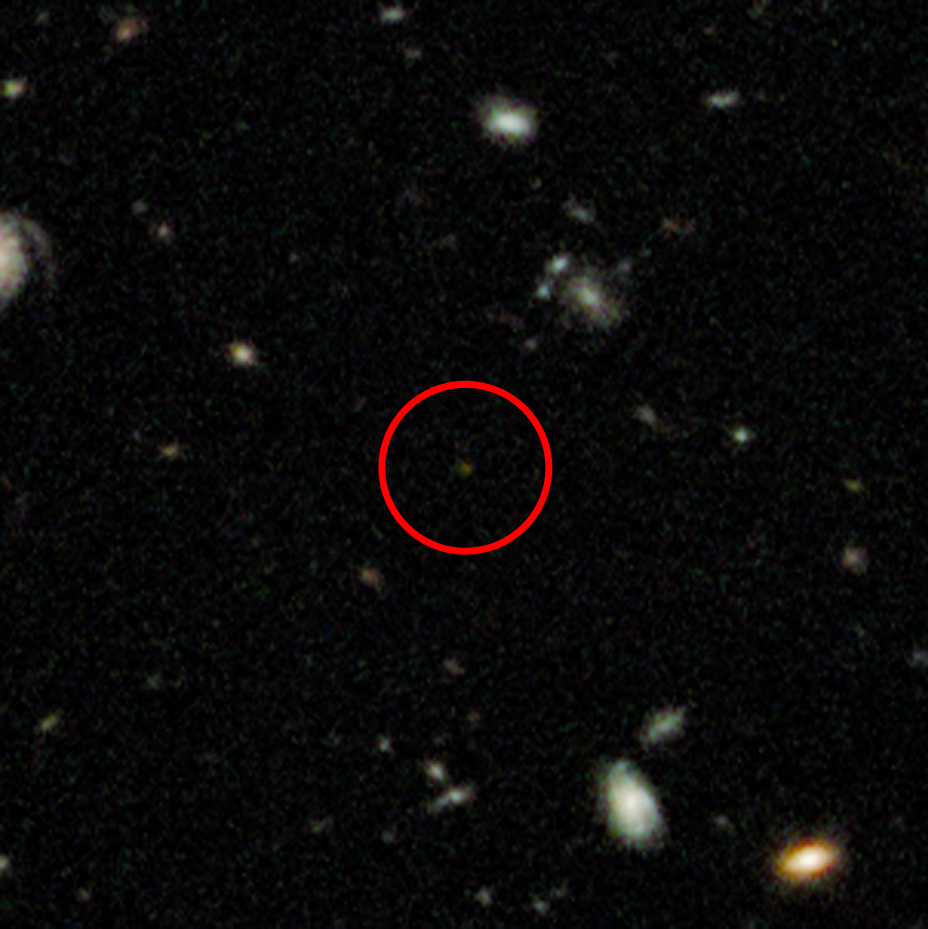
صورة المجرة UDFy-38135539

تقع المجرة المذكورة في كوكبة الكور (كوكبة) وتظهر ضعيفة جدا في صورة هابل. وقد قدرت بأنها تحوي نحو مليارا من النجوم 
مع أن قطرها يبلغ نحو عــُشر قطر مجرتنا، مجرة درب التبانة، وتبلغ كتلتها نحو 1% من كتلة مجرة درب التبانة. وطبقا للمعلومات التي افصح بها «لينارت» وهو من مرصد باريس، يتكون فيها نفس عدد النجوم الجديدة سنويا مثل عدد ما ينشأ من نجوم جديدة في مجرتنا، ولكنهم أصغر وأقل كتلة من نجوم مجرتنا ولذلك تعتبر مجرة نشيطة في إنتاج النجوم.
وقامت مجموعة العلماء بتعيين مقدار الانزياح الأحمر لها ووجدوه يبلغ 8.55. وبالمقارنة مع الانزياح الأحمر الكبير السابق والذي عين لأبعد جرم سماوي قام العلماء بقياسه وهو انفجار أشعة جاما GRB 090423 فقد بلغ انزياحه الأحمر 8.2.
وقد صدر الضوء الأتي إلينا من تلك المجرة البعيدة قبل أكثر من 13 مليار سنة، أي نحو 600 مليون سنة فقط بعد الانفجار العظيم.
عندما كان الكون قد أمضى نحو 4% من عمره الحالي.

وتقدر المسافة بيننا وبين المجرة UDFy-38135539 نحو 4 مليار فرسخ فلكي (تعادل نحو 13 مليار سنة ضوئية).

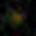

## اهميتها
كانت أول نجوم تنشا في الكون نجوم جبارة زرقاء ونشأت من غيام من الهيدروجين، وكانت ساطعة ولها عمر قصير. بذلك تكونت فيها عناصر أولى أثقل من الهيدروجين. وعمل إصدار الأشعة فوق البنفسجية إلى انفصال الإلكترونات عن البروتونات فتحول الغيام الهيدروجيني إلى بلازما وهذا لا يزال من الممكن رؤيته بين النجوم.
وتبلغ المدة المعتمة الحادثة بين الانفجار العظيم وبين ذلك الحدث العصر المظلم. وتسمى الفترة التي تلتها والتي نشأت فيها النجوم فترة عودة التأين reionization epoch 
واستمرت هذه الفترة بين 150 مليون سنة إلى 800 مليون سنة بعد الانفجار العظيم.
ويحاول العلماء تحديد زمن العصر المظلم وكيف انتهى.
وتعتبر الفقاعة الشفافة التي تحيط بالمجرة UDFy-38135539 دليل على أنه بعد نحو 600 مليون سنة بعد الانفجار العظيم انهت المجرات في ذلك الوقت عملية عودة تأين الهيدروجين مما أدى إلى انتهاء العصر المظلم، 
بعد نشأة المجال المغناطيسي الذي عمل على تشكيل المجرات اللاحقة والتي نشط فيها تولد النجوم.
.

## اكتشافات محتملة مستقبلا
يأمل العلماء العثور على مجرات أقدم من مجرة UDFy-38135539 تكون أقرب إلى الانفجار العظيم ولكنها ستكون في المتوسط أكثر ضعفا.
وعلى ذلك فسيكون اكتشافهم أصعب حيث يكون ضوءهم أضعف، ويقول العالم ترنتي بأن الأمل معلق على التلسكوب الفضائي الجديد مقراب جيمس ويب الفضائي والمزمع أن تطلقه ناسا عام 2014.
وسيكون في وسع هذا التلسكوب الفضائي الكبير رؤية مجرات تبعد نحو 4و13 مليار سنة، أي نشأت بعد الانفجار العظيم ب 300 مليون سنة فقط.
كما صرح العالم بريمر بأن تلسكوب فائق الكبر الأوروبي والذي سوف يتكون من مرآة أكبر خمس مرات عن تلسكوب يبون Yepun 
ومخطط له العمل عام 2018 سوف يكون في وسعه إجراء دراسات أكثر استفاضة للمجرات البعيدة.
ويرجح لينارت  أيضا إمكانية تلسكوب هابل الفضائي في اكتشاف مجرات ذات انزياح أحمر أكبر من 6و8 وربما تصل إلى انزياح أحمر مقداره 10.
وتوجد مجرات مرشحة أخرى يقتقد أن لها انزياح أحمر أكبر من الانزياح الأحمر للمجرة UDFy-38135539 ولكنها لم تمر بمرحلة التوثيق والتأكد باستخدام أجهزة التحليل الطيفي.
ويعتقد بعض العلماء في وجود مجرات مرجحة بكونها على بعد مماثل ويأملون أن يستطيعوا التأكد من بعدها في القريب.

## اقرأ أيضا
- السور الكبير
- انزياح أحمر
- إدوين هابل
- قزم سيتوس
- مسح سلووان الرقمي للسماء
- مسح انزياح أحمر CfA
- قائمة أبعد أجرام الكون عنا
- أوميجا قنطورس